# Al XX-lea Congres al Partidului Comunist al Uniunii Sovietice
Al XX-lea Congres al Partidului Comunist al Uniunii Sovietice a avut loc în perioada 14-25 februarie 1956. Este cunoscut mai ales pentru „Discursul Secret” al lui Nikita Hrușciov, în care a denunțat cultul personalității și dictatura lui Iosif Stalin.
Delegații la acest Congres al Partidului Comunist al Uniunii Sovietice nu au primit nicio avertizare în avans la ce să se aștepte. Lucrările au fost deschise de apelul lui Hrușciov adresat tuturor pentru un moment de reculegere în memoria liderilor comuniști care muriseră de la Congresul anterior, menționându-l pe Stalin doar printre alții într-o listă, în aceeași suflare cu Klement Gottwald. Indicii ale unei noi direcții au venit doar treptat, în următoarele zece zile, și au avut efectul de a-i lăsa pe cei prezenți extrem de nedumeriți. Liderul comunist polonez⁠(d) Bolesław Bierut a murit la Moscova în circumstanțe misterioase la scurt timp după ce a participat la al XX-lea Congres.